# 魚崎南町
魚崎南町（うおざきみなみまち）は、兵庫県神戸市東灘区の町名。平成17年国勢調査（2005年10月1日現在）における世帯数は4,105、人口9,717で内男性4,733人・女性4,984人
。郵便番号658-0025。

## 地理
兵庫県神戸市東灘区、旧魚崎町域（魚崎地区）のうちは阪神電気鉄道阪神本線以南にあたる。
南東端の1丁目から順に南西端が5丁目、国道43号を隔て、北東端が6丁目で北西端の8丁目まで並ぶ。東は天上川を挟んで青木、南は魚崎大橋と東魚崎橋で接続された人工島の魚崎浜町、北は阪神本線を挟んで魚崎中町、西は住吉川を挟んで魚崎西町と隣り合う。

### 地価
住宅地の地価は、2014年（平成26年）1月1日の公示地価によれば、魚崎南町7-4-11の地点で23万円/m2となっている。

## 歴史
昭和45年（1970年）6月1日に魚崎町横屋字附渕・沢村・浜横屋・瀬戸・明垣内、魚崎町魚崎字五百崎・西浜田・外浜田・海岸砂浜・川東・新堀・辻ノ内・東松原を合わせて住居表示した。			

## 町名の変遷
| 昭和25年4月1日                                       | 昭和28年3月31日                                      | 昭和30年10月15日                                     | 昭和32年4月1日             | 昭和40年3月15日          | 昭和44年6月1日 |
| ---------------------------------------------------- | ---------------------------------------------------- | ---------------------------------------------------- | -------------------------- | ------------------------ | -------------- |
| 魚崎町横屋字附渕（東部）                             | 魚崎町横屋字附渕（東部）                             | 魚崎町横屋字附渕（東部）                             | 魚崎町横屋字附渕（東部）   | 魚崎町横屋字附渕（東部） | 魚崎南町一丁目 |
| 魚崎町横屋字沢村（東半）                             |                                                      |                                                      |                            |                          | 魚崎南町一丁目 |
| 魚崎町横屋字荒堀                                     | 魚崎町横屋字浜横屋                                   | 魚崎町横屋字浜横屋                                   | 魚崎町横屋字浜横屋         |                          | 魚崎南町一丁目 |
| 魚崎町横屋字西新田                                   | 魚崎町横屋字浜横屋                                   | 魚崎町横屋字浜横屋                                   | 魚崎町横屋字浜横屋         | 魚崎南町二丁目           |                |
| 魚崎町横屋字西浜                                     | 魚崎町横屋字浜横屋                                   | 魚崎町横屋字浜横屋                                   | 魚崎町横屋字浜横屋         | 魚崎南町二丁目           |                |
| 魚崎町横屋字沢村（西半）                             | 魚崎町横屋字浜横屋                                   | 魚崎町横屋字浜横屋                                   | 魚崎町横屋字浜横屋         | 魚崎南町二丁目           |                |
| 魚崎町横屋字己新田（東半）                           | 魚崎町横屋字浜横屋                                   | 魚崎町横屋字浜横屋                                   | 魚崎町横屋字浜横屋         | 魚崎南町二丁目           |                |
| 魚崎町横屋字喜済（東半）                             | 魚崎町横屋字浜横屋                                   | 魚崎町横屋字浜横屋                                   | 魚崎町横屋字浜横屋         | 魚崎南町二丁目           |                |
| 魚崎町横屋字附淵（東半）                             | 魚崎町横屋字浜横屋                                   | 魚崎町横屋字浜横屋                                   | 魚崎町横屋字浜横屋         | 魚崎南町二丁目           |                |
| 魚崎町魚崎字東屋敷                                   | 魚崎町横屋字浜横屋                                   | 魚崎町横屋字浜横屋                                   | 魚崎町横屋字浜横屋         | 魚崎南町二丁目           |                |
|                                                      |                                                      |                                                      |                            | 魚崎南町二丁目           |                |
| 魚崎町魚崎字下深溝                                   | 魚崎町魚崎字五百崎                                   | 魚崎町魚崎字五百崎                                   | 魚崎町魚崎字五百崎         |                          | 魚崎南町三丁目 |
| 魚崎町魚崎字五百池                                   | 魚崎町魚崎字五百崎                                   | 魚崎町魚崎字五百崎                                   | 魚崎町魚崎字五百崎         |                          | 魚崎南町三丁目 |
| 魚崎町魚崎字中浜田                                   | 魚崎町魚崎字五百崎                                   | 魚崎町魚崎字五百崎                                   | 魚崎町魚崎字五百崎         |                          | 魚崎南町三丁目 |
| 魚崎町魚崎字浜田                                     | 魚崎町魚崎字五百崎                                   | 魚崎町魚崎字五百崎                                   | 魚崎町魚崎字五百崎         |                          | 魚崎南町三丁目 |
| 魚崎町魚崎字海岸砂濱                                 | 魚崎町魚崎字五百崎                                   | 魚崎町魚崎字五百崎                                   | 魚崎町魚崎字五百崎         |                          | 魚崎南町三丁目 |
| 魚崎町横屋字己新田（西半）                           | 魚崎町魚崎字五百崎                                   | 魚崎町魚崎字五百崎                                   | 魚崎町魚崎字五百崎         |                          | 魚崎南町三丁目 |
| 魚崎町横屋字附渕（西半）                             | 魚崎町魚崎字五百崎                                   | 魚崎町魚崎字五百崎                                   | 魚崎町魚崎字五百崎         |                          | 魚崎南町三丁目 |
| 魚崎町横屋字喜済（西半）                             | 魚崎町魚崎字五百崎                                   | 魚崎町魚崎字五百崎                                   | 魚崎町魚崎字五百崎         |                          | 魚崎南町三丁目 |
| 魚崎町魚崎字東屋敷（南半）                           |                                                      |                                                      |                            |                          | 魚崎南町三丁目 |
| 魚崎町魚崎字辻ノ内（南半）                           | 魚崎町魚崎字辻ノ内（南半）                           | 魚崎町魚崎字辻ノ内（南半）                           | 魚崎町魚崎字辻ノ内（南半） | 魚崎町魚崎字西浜田       | 魚崎南町四丁目 |
| 魚崎町魚崎字東下三反田（南東部）                     |                                                      |                                                      |                            | 魚崎町魚崎字西浜田       | 魚崎南町四丁目 |
|                                                      |                                                      | 魚崎町魚崎字川東（東半）                             |                            | 魚崎町魚崎字西浜田       | 魚崎南町四丁目 |
| 魚崎町魚崎字外浜田（東半）                           |                                                      |                                                      |                            |                          | 魚崎南町四丁目 |
|                                                      |                                                      |                                                      |                            |                          | 魚崎南町四丁目 |
|                                                      | 魚崎町魚崎字海岸砂浜                                 |                                                      |                            |                          | 魚崎南町四丁目 |
|                                                      |                                                      | 魚崎町魚崎字川東（西半）                             | 魚崎町魚崎字川東（西半）   | 魚崎町魚崎字川東（西半） | 魚崎南町五丁目 |
| 魚崎町魚崎字西下三反田（南部一部）                   |                                                      | 魚崎町魚崎字川東（西半）                             | 魚崎町魚崎字川東（西半）   | 魚崎町魚崎字川東（西半） | 魚崎南町五丁目 |
| 魚崎町魚崎字東下三反田（南西部）                     |                                                      | 魚崎町魚崎字川東（西半）                             | 魚崎町魚崎字川東（西半）   | 魚崎町魚崎字川東（西半） | 魚崎南町五丁目 |
| 魚崎町魚崎字上川沿                                   |                                                      | 魚崎町魚崎字川東（西半）                             | 魚崎町魚崎字川東（西半）   | 魚崎町魚崎字川東（西半） | 魚崎南町五丁目 |
| 魚崎町魚崎字川沿                                     |                                                      | 魚崎町魚崎字川東（西半）                             | 魚崎町魚崎字川東（西半）   | 魚崎町魚崎字川東（西半） | 魚崎南町五丁目 |
| 魚崎町魚崎字外浜田（西半）                           |                                                      | 魚崎町魚崎字川東（西半）                             | 魚崎町魚崎字川東（西半）   | 魚崎町魚崎字川東（西半） | 魚崎南町五丁目 |
| 魚崎町魚崎字西浜田                                   |                                                      | 魚崎町魚崎字川東（西半）                             | 魚崎町魚崎字川東（西半）   | 魚崎町魚崎字川東（西半） | 魚崎南町五丁目 |
| 魚崎町横屋字瀬戸                                     | 魚崎町横屋字瀬戸                                     | 魚崎町横屋字瀬戸                                     | 魚崎町横屋字瀬戸           | 魚崎町横屋字瀬戸         | 魚崎南町六丁目 |
| 魚崎町横屋字明垣内                                   |                                                      |                                                      |                            |                          | 魚崎南町六丁目 |
| 魚崎町魚崎字東屋敷（北半）                           | 魚崎町魚崎字東屋敷（北半）                           | 魚崎町魚崎字東屋敷（北半）                           | 魚崎町魚崎字東屋敷（北半） | 魚崎町魚崎字新堀         | 魚崎南町七丁目 |
| 魚崎町魚崎字辻ノ内（北半）                           | 魚崎町魚崎字辻ノ内（北半）                           | 魚崎町魚崎字辻ノ内（北半）                           | 魚崎町魚崎字辻ノ内（北半） |                          | 魚崎南町八丁目 |
|                                                      |                                                      |                                                      |                            |                          | 魚崎南町八丁目 |
|                                                      |                                                      |                                                      |                            |                          | 魚崎南町八丁目 |
| 魚崎町魚崎字東下三反田（中部、魚崎中町になった以外） | 魚崎町魚崎字東下三反田（中部、魚崎中町になった以外） | 魚崎町魚崎字東下三反田（中部、魚崎中町になった以外） | 魚崎町魚崎字東松原         | 魚崎町魚崎字東松原       | 魚崎南町八丁目 |
|                                                      |                                                      |                                                      | 魚崎町魚崎字東松原         | 魚崎町魚崎字東松原       | 魚崎南町八丁目 |
| 魚崎町魚崎字西下三反田（北部一部）                   |                                                      |                                                      | 魚崎町魚崎字東松原         | 魚崎町魚崎字東松原       | 魚崎南町八丁目 |
|                                                      |                                                      |                                                      | 魚崎町魚崎字東松原         | 魚崎町魚崎字東松原       | 魚崎南町八丁目 |
| 魚崎町魚崎字東上三反田（南部、魚崎中町になった以外） |                                                      |                                                      | 魚崎町魚崎字東松原         | 魚崎町魚崎字東松原       | 魚崎南町八丁目 |
| 魚崎町魚崎字西上三反田（南部、魚崎中町になった以外） |                                                      |                                                      | 魚崎町魚崎字東松原         | 魚崎町魚崎字東松原       | 魚崎南町八丁目 |

## 施設
- 瀬戸公園（一丁目）
- 神戸市立魚崎中学校（一丁目）
- 神戸市建設局東水環境センター（二丁目）
- 魚崎八幡宮（三丁目）
- 小山本家酒造灘浜福鶴蔵（四丁目）
- 剣菱酒造中蔵（四丁目）・魚崎蔵（五丁目）

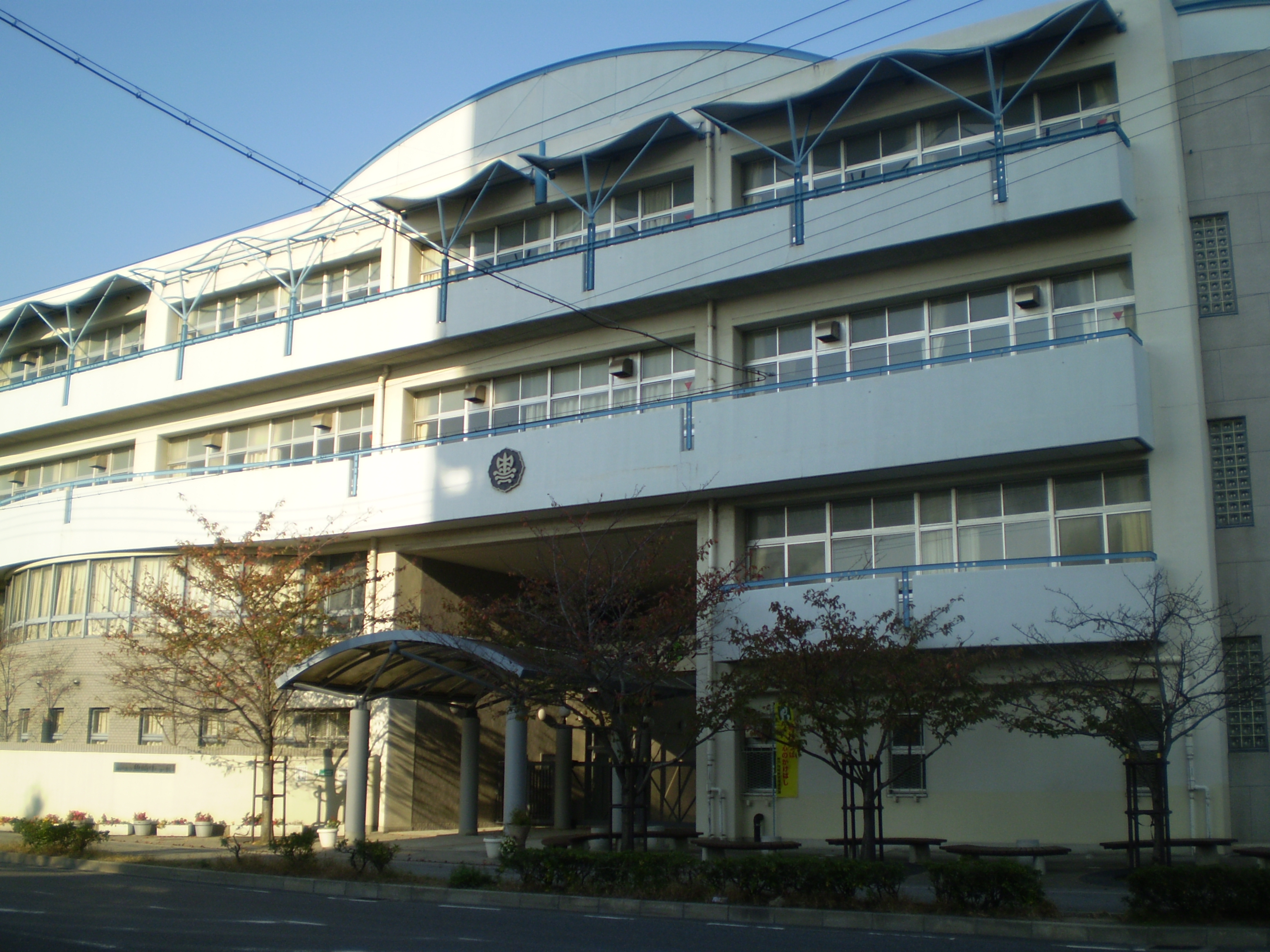
神戸市立魚崎中学校（一丁目）

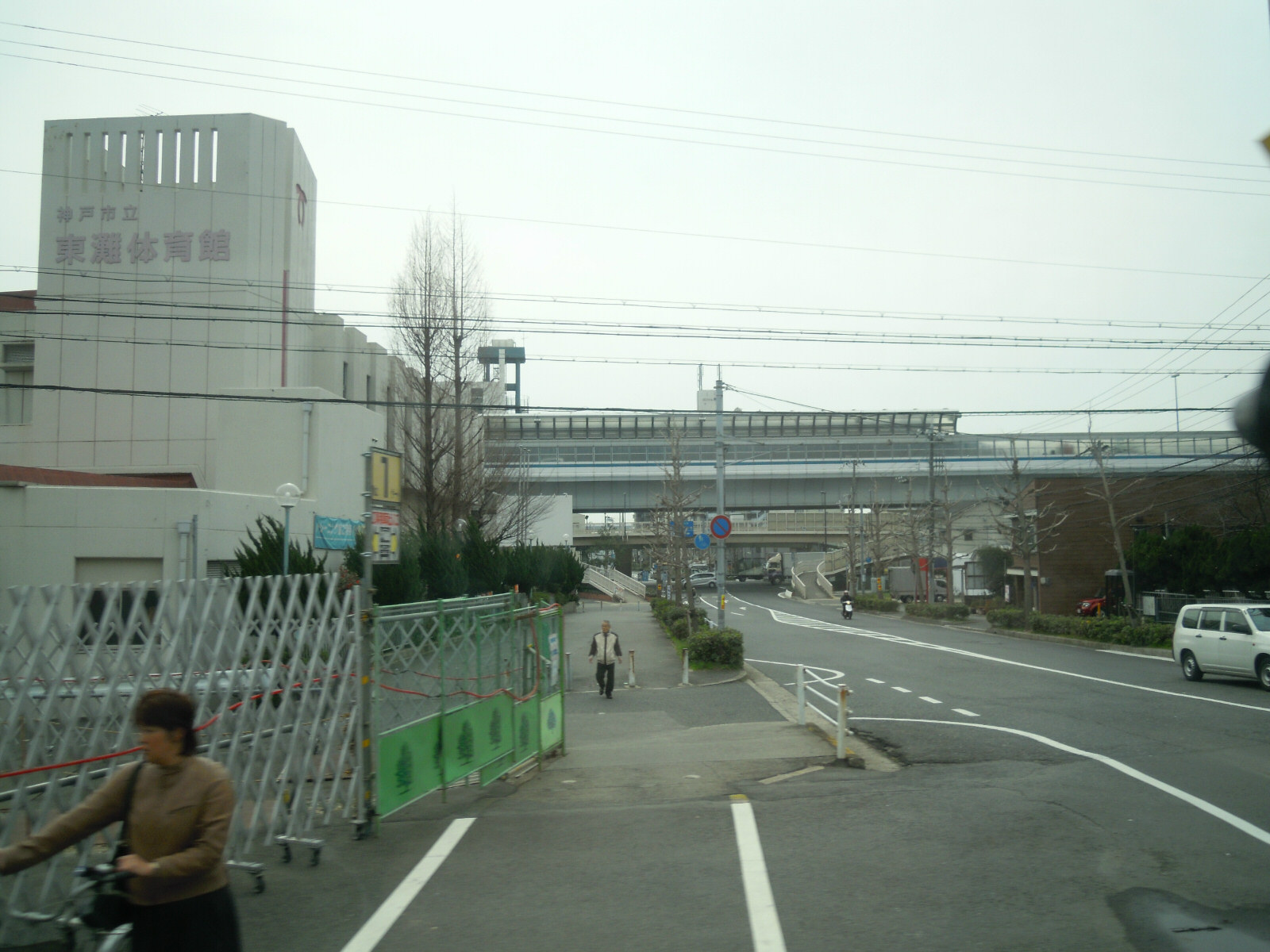
東灘体育館付近（六丁目）。奥の高架道路は阪神高速3号神戸線。

- 櫻正宗本社（五丁目）・櫻正宗記念館櫻宴（四丁目）
- 阪神高速道路3号神戸線：魚崎出入口
- 神戸市立東灘体育館（六丁目）